# A király és én
A király és én (eredeti cím: The King and I) 1999-ben bemutatott amerikai 2D-s számítógépes animációs film, amely a The King and I című 1951-es musical alapján készült. A musical alapja Margaret Landon Anna és a király című regénye. Az animációs film készítői az indiai Pentamedia Graphics és az amerikai Rich Animation Studios és a Rankin/Bass Animated Entertainment. Producerei a Warner Bros. Animation és a Morgan Creek Productions, ez utóbbinak ez volt az első animációs filmje.

## Cselekmény
A film egy angol fiatalasszony, Anna Leonowens történetét mutatja be, aki az 1860-as évek elején Sziámba utazik, hogy Mongkut király tanára legyen. A talpraesett és határozott Anna új gondolkodásmódot hoz Sziám királyának és a királyi családnak.

## Szereplők
- Miranda Richardson, Christiane Noll (ének) – Anna Leonowens hangja (Juhász Judit)
- Martin Vidnovic – Mongkut király hangja (Hegedűs D. Géza)
- Ian Richardson – Kralahome hangja (Sinkó László)
- Darrell Hammond – Kicsi mester hangja (Versényi László)
- Allen D. Hong, David Burnham (ének) – Chululongkorn herceg hangja (Markovics Tamás)
- Armi Arabe, Tracy Venner Warren (ének) – Tuptim hangja (Roatis Andrea)
- Adam Wylie – Louis Leonowens hangja (Stukovszky Tamás)
- Sean Smith – Sir Edward Ramsay hangja Nagy Ervin
- Ken Baker – Orton kapitány hangja Bolla Róbert
- Ed Trotta – Sir Edward kapitánya hangja Kajtár Róbert
- Tony Pope – Burmai küldött hangja Széles László
- Alexandra Lai – Ying hercegnő hangja Zsigmond Tamara
- Katherine Lai – Naomi hercegnő hangja Oroszlán Szonja
- Mark Hunt – Steward hangja Zalán János
- Brian Tochi – I. katona hangja Bácskai János
- James Fujii – Első feleség hangja Bertalan Ágnes

## Fogadtatás
A film a Rotten Tomatoes oldalán mindössze 13%-os értékelést kapott.